# Cifra di merito
Con il termine cifra di merito (spesso tradotta con il calco figura di merito dall'inglese figure of merit o FOM) si intende una quantità utilizzata per caratterizzare le prestazioni di un dispositivo, di un sistema o di un metodo, rispetto alle sue alternative.
In campo ingegneristico, le cifre di merito vengono spesso definite per particolari materiali o dispositivi, allo scopo di quantificare la loro utilità per una certa applicazione.
Nella pratica del marketing, le cifre di merito vengono spesso utilizzate per convincere il consumatore all'acquisto di un prodotto, facendone risaltare particolari caratteristiche. 
Ad esempio, nel mercato degli amplificatori audio e delle "casse" o  diffusori spesso viene riportato un valore di potenza, che attira il consumatore che ricerca alti volumi, indicato con l'acronimo PMPO (Peak Music Power Output). Non esistendo una definizione univoca ed oggettiva del PMPO, ogni costruttore ha la libertà di intenderlo e calcolarlo a sua discrezione. Questa assenza di oggettività ha portato a un sostanziale scollegamento di questo parametro dalla reale potenza del dispositivo a cui si riferisce, diventando principalmente uno strumento di marketing: una misura più corretta per la potenza di un amplificatore audio è data dal valore comunemente, ma impropriamente, definito potenza RMS che, in realtà, dovrebbe essere definita come potenza continua con onda sinusoidale e distorsione entro un certo limite.

## Esempi di cifre di merito
- Rendimento termodinamico di una macchina termica
- Velocità di clock di un processore
- Potere calorifico di un alimento o di un combustibile
- Luminosità di uno schermo LCD
- Risoluzione di una fotocamera digitale
- Cifra di rumore di un ricevitore radio
- Rapporto tra guadagno di antenna e temperatura di rumore
- Efficienza luminosa di un dispositivo di illuminazione

## Cifre di merito nell'ingegneria chimica
Alcune cifre di merito utilizzate nell'ambito dell'ingegneria chimica sono:
- conversione frazionaria
- resa materiale
- coefficiente di scambio di materia
- resa spazio-temporale